# Medal „Polska Swemu Obrońcy”
„Polska Swemu Obrońcy” – napis na rewersach kilku różnych polskich odznaczeń wojskowych:
- Medal Pamiątkowy za Wojnę 1918–1921 (nadawany w latach 1928–1939) – napis w otoku z liści dębowych, na awersie orzeł i daty 1918 i 1921;
- Medal Wojska (nadawany przez polskie władze na uchodźstwie w latach 1945–1990) – pod i nad napisem dwa małe liście dębowe, na awersie orzeł trzymający w szponach miecz poziomo;
- Medal Lotniczy (nadawany przez polskie władze na uchodźstwie w latach 1945–1990) – napis otoczony wieńcem z liści wawrzynu, na awersie znak Polskich Sił Powietrznych – szachownica lotnicza otoczona wieńcem z liści wawrzynu;
- Medal Morski (nadawany przez polskie władze na uchodźstwie w latach 1945–1990) – napis otoczony wieńcem z liści wawrzynu, na awersie znak Polskiej Marynarki Wojennej – prawa ręka z bułatem w otoku wieńca z liści wawrzynu.

W dwudziestoleciu międzywojennym, w latach 1928–1939 pojęcie Medal „Polska Swemu Obrońcy” było synonimem Medalu Pamiątkowego za Wojnę 1918-1921. Taka nazwa znajdowała się m.in. na formularzach wniosków o przyznanie tego medalu, który w skrócie nazywany był „Medalem PSO”. Po 1945 roku, w związku z ustanowieniem Medali (Wojska, Lotniczego i Morskiego) pojęcie to stało się wieloznaczne.
Napis „Polska Swemu Obrońcy” widnieje również na krzyżach wojskowych ustanowionych przez Prezydenta Rzeczypospolitej Polskiej, inspirowanych Medalem Lotniczym i Medalem Morskim oraz Medalem Wojska:
- Lotniczy Krzyż Zasługi, ustanowiony  w 1992 roku
- Lotniczy Krzyż Zasługi z Mieczami, ustanowiony  w 1992 roku
- Morski Krzyż Zasługi, ustanowiony  w 1992 roku
- Morski Krzyż Zasługi z Mieczami, ustanowiony  w 1992 roku
- Wojskowy Krzyż Zasługi, ustanowiony w 2007 roku
- Wojskowy Krzyż Zasługi z Mieczami, ustanowiony w 2007 roku.